# Нефилими
Нефилими (хебр. נְפִילִים – они који су пали) су хибридни људи, огромног раста и снаге, за које се тврди да су живели у древним временима, а спомињу се у Старом завету. Термин нефилими се у многим Библијама преводи са дивови (грч. γίγαντες – гиганти), док у осталим остаје непреведен. Осим у Библији, нефилими се спомињу у многим апокрифима и аналогни су бићима из митологија разних народа.
Према мишљењу светих отаца и већине хришћанских теолога, они су настали као последица мешања Ситових синова са Каиновим ћеркама, „синова Божијих са кћерима човечијим” (Књига постања 6:4). Научно оријентисани креационисти сматрају да се мешањем догодила девијација људске врсте, генетски поремећај.
Према другој, апокрифној верзији, нефилими су били бића настала општењем анђела са смртним женама (Књига Енохова 2:2) и један су од главних разлога зашто је Бог пустио потоп на земљу.
Сличан опис џиновских људи среће се и у Књизи бројева (13:33), а исти хебрејски термин се у одређеним рукописима употребљава у Књизи пророка Језекиља (32:27).